# 雷奥蒂
雷奥蒂（Reoti），是印度北方邦Ballia县的一个城镇。总人口22103（2001年）。

## 人口
该地2001年总人口22103人，其中男性11332人，女性10771人；0—6岁人口4106人，其中男2170人，女1936人；识字率40.21%，其中男性为48.94%，女性为31.03%。